# Memphis basilia
Espèce
Prepona basilia est une espèce d'insectes lépidoptères (papillons) de la famille des Nymphalidae, de la sous-famille des Charaxinae et du genre Memphis.

## Dénomination
Memphis basilia a été décrit par Caspar Stoll en 1780 sous le nom initial de Papilio basilia.
Synonyme : Paphia basilica; Druce, 1877.

### Sous-espèces
- Memphis basilia basilia; présent au Surinam.
- Memphis basilia bella (Comstock, 1961); présent en Colombie.
- Memphis basilia drucei (Staudinger, 1887); présent au Pérou[1].

## Description
Memphis basilia est un papillon aux ailes antérieures à bord costal bossu, apex pointu, bord externe concave près de l'apex, bord interne concave et aux ailes postérieures munies chacune d'une queue.
Le dessus des ailes du mâle est bleu foncé avec une discrète suffusion bleu métallisé basale et aux ailes antérieures quelques taches bleu proches de l'apex, celui de la femelle est marron clair avec une partie basale mauve (violet clair) .
Le revers est orange brillant marbré de blanc nacré et simule une feuille morte.

## Écologie et distribution
Memphis basilia est présent au Pérou, en Colombie, au Surinam et en Guyane,,.

### Protection
Pas de statut de protection particulier.